# 1996 TP66
1996 TP66 är ett transneptunskt objekt i Kuiperbältet. Det upptäcktes den 11 oktober 1996 av den brittiske astronomen David C. Jewitt och de båda amerikanska astronomerna Jane Luu och Chad Trujillo vid Mauna Kea-observatoriet.